# Nieuw-Zeeland op de Paralympische Zomerspelen 2020
Nieuw-Zeeland was een van de landen die deelnam aan de Paralympische Zomerspelen 2020 in Tokio, Japan.

## Medailleoverzicht
| Atletiek | Lisa Adams          | Kogelstoten, F37 (v)                  | Goud   |  |  |
| Atletiek | Anna Grimaldi       | Verspringen, T47 (v)                  | Goud   |  |  |
| Atletiek | Holly Robinson      | Speerwerpen, F46 (v)                  | Goud   |  |  |
| Zwemmen  | Tupou Neiufi        | 100 m rugslag, S8 (v)                 | Goud   |  |  |
| Zwemmen  | Sophie Pascoe       | 100 m vrije slag, S9 (v)              | Goud   |  |  |
| Zwemmen  | Sophie Pascoe       | 200 m individuele wisselslag, SM9 (v) | Goud   |  |  |
|          |                     |                                       |        |  |  |
| Atletiek | Danielle Aitchinson | 200 m, T36 (v)                        | Zilver |  |  |
| Atletiek | William Stedman     | Verspringen, T36 (m)                  | Zilver |  |  |
| Zwemmen  | Sophie Pascoe       | 100 m schoolslag, SB8 (v)             | Zilver |  |  |
|          |                     |                                       |        |  |  |
| Atletiek | Danielle Aitchinson | 100 m, T36 (v)                        | Brons  |  |  |
| Atletiek | William Stedman     | 400 m, T36 (m)                        | Brons  |  |  |
| Zwemmen  | Sophie Pascoe       | 100 m rugslag, S9 (v)                 | Brons  |  |  |

## Deelnemers en resultaten
(m) = mannen, (v) = vrouwen, (g) = gemengd 

### Atletiek

#### Baanonderdelen
| Atleet             | Onderdeel      | Series              | Series              | Finale              | Finale              |
| Atleet             | Onderdeel      | Resultaat           | Rang                | Resultaat           | Rang                |
| ------------------ | -------------- | ------------------- | ------------------- | ------------------- | ------------------- |
| William Stedman    | 400 m, T36 (m) | Niet van toepassing | Niet van toepassing | 0:54.75             | Brons               |
|                    |                |                     |                     |                     |                     |
| Danielle Aitchison | 100 m, T36 (v) | 0:14.35             | 1e                  | 0:14.62             | Brons               |
| Danielle Aitchison | 200 m, T36 (v) | 0:30.12             | 2e                  | 0:29.88             | Zilver              |
| Anna Steven        | 100 m, T64 (v) | Gediskwalificeerd   | DSQ                 | Niet gekwalificeerd | Niet gekwalificeerd |
| Anna Steven        | 200 m, T64 (v) | 0:28.60             | 8e                  | 0:28.88             | 8e                  |

#### Veldonderdelen
| Paralympiër     | Onderdeel             | Resultaat | Prestatie |
| --------------- | --------------------- | --------- | --------- |
| William Stedman | Verspringen, T36 (m)  | Zilver    | 5.64      |
| Ben Tuimaseve   | Kogelstoten, F37 (m)  | 9e        | 13.31     |
|                 |                       |           |           |
| Lisa Adams      | Kogelstoten, F37 (v)  | Goud      | 15.12     |
| Lisa Adams      | Discuswerpen, F38 (v) | 7e        | 29.69     |
| Caitlin Dore    | Kogelstoten, F37 (v)  | 8e        | 9.03      |
| Anna Grimaldi   | Verspringen, T47 (v)  | Goud      | 5.76      |
| Holly Robinson  | Speerwerpen, F46 (v)  | Goud      | 40.99     |

### Kanovaren
| Atleet        | Onderdeel                  | Heats     | Heats | Halve finale        | Halve finale        | A/B finale | A/B finale | Eindrangschikking |
| Atleet        | Onderdeel                  | Resultaat | Rang  | Resultaat           | Rang                | Resultaat  | Rang       | Eindrangschikking |
| ------------- | -------------------------- | --------- | ----- | ------------------- | ------------------- | ---------- | ---------- | ----------------- |
| Corbin Hart   | Eenpersoons Kayak, KL3 (m) | 0:43.538  | 11e   | 0:42.290            | 9e QB               | 0:44.182   | 5e         | 13e               |
| Scott Martlew | Eenpersoons Kayak, KL2 (m) | 0:43.588  | 1e QA | Niet van toepassing | Niet van toepassing | 0:42.880   | 4e         | 4e                |
| Scott Martlew | Eenpersoons Va'a, VL3 (m)  | 0:55.439  | 9e    | 0:51.704            | 5e QA               | 0:54.756   | 8e         | 8e                |

### Rugby
| Paralympiër | Onderdeel | Resultaat | Prestatie |
| --- | --------- | --------- | --- |
| Hayden Barton-Cootes Cody Everson Robert Hewitt Barney Koneferenisi Tainafi Lefono Gareth Lynch Gavin Rolton Mike Todd | Team (g)  | 8e        | Groep B (4e) V van Verenigde Staten met 35-63 V van Groot-Brittannië met 37-60 V van Canada met 36-51 Plaats 7/8 V van Denemarken met 53-56 |

### Schietsport
| Paralympiër     | Onderdeel                         | Resultaat | Resultaat | Prestatie           | Prestatie           |
| Paralympiër     | Onderdeel                         | Score     | Rang      | Score               | Rang                |
| --------------- | --------------------------------- | --------- | --------- | ------------------- | ------------------- |
| Michael Johnson | 10 m luchtgeweer staand, SH2 (g)  | 633.7     | 2e        | 167.0               | 6e                  |
| Michael Johnson | 10 m luchtgeweer liggend, SH2 (g) | 635.2     | 9e        | Niet gekwalificeerd | Niet gekwalificeerd |
| Michael Johnson | 50 m geweer liggen, SH2 (g)       | 620.2     | 13e       | Niet gekwalificeerd | Niet gekwalificeerd |

### Wielrennen

#### Baan
| Atleet            | Onderdeel                           | Heats               | Heats               | (Bronzen) Finale    | (Bronzen) Finale    |
| Atleet            | Onderdeel                           | Resultaat           | Rang                | Resultaat           | Rang                |
| ----------------- | ----------------------------------- | ------------------- | ------------------- | ------------------- | ------------------- |
| Sarah Ellington   | Individuele achtervolging, C1-3 (v) | 4:12.506            | 11e                 | Niet gekwalificeerd | Niet gekwalificeerd |
| Nicole Murray     | 500 m tijdrit, C4-5 (v)             | Niet van toepassing | Niet van toepassing | 6e                  | 0:37.657            |
| Nicole Murray     | Individuele achtervolging, C5 (v)   | 3:45.010            | 4e                  | 3:44.482            | 4e                  |
| Anna Grace Taylor | 500 m tijdrit, C4-5 (v)             | Niet van toepassing | Niet van toepassing | 8e                  | 0:38.713            |
| Anna Grace Taylor | Individuele achtervolging, C4 (v)   | 3:54.167            | 5e                  | Niet gekwalificeerd | Niet gekwalificeerd |

#### Weg
| Paralympiër       | Onderdeel              | Resultaat | Prestatie      |
| ----------------- | ---------------------- | --------- | -------------- |
| Stephan Hills     | Wegwedstrijd, T1-2 (m) | 6e        | 0:54:13        |
| Stephan Hills     | Tijdrit, T1-2 (m)      | 8e        | 32:26.36       |
| Rory Mead         | Wegwedstrijd, H1-2 (m) | 5e        | 2:23:08        |
| Rory Mead         | Tijdrit, H2 (m)        | 5e        | 36:53.78       |
|                   |                        |           |                |
| Sarah Ellington   | Wegwedstrijd, C1-3 (v) | 12e       | 1:21:23        |
| Sarah Ellington   | Tijdrit, C1-3 (v)      | 10e       | 29:04.08       |
| Eltje Malzbender  | Wegwedstrijd, T1-2 (v) | DNF       | Niet gefinisht |
| Eltje Malzbender  | Tijdrit, T1-2 (v)      | 5e        | 38:55.52       |
| Nicole Murray     | Wegwedstrijd, C4-5 (v) | 6e        | 2:25:27        |
| Nicole Murray     | Tijdrit, C5 (v)        | 6e        | 41:45.50       |
| Anna Grace Taylor | Tijdrit, C4 (v)        | DNF       | Niet gefinisht |

### Zwemmen
| Atleet         | Onderdeel                             | Series              | Series              | Finale              | Finale              |
| Atleet         | Onderdeel                             | Resultaat           | Rang                | Resultaat           | Rang                |
| -------------- | ------------------------------------- | ------------------- | ------------------- | ------------------- | ------------------- |
| Jesse Reynolds | 400 m vrije slag, S9 (m)              | 4:30.34             | 12e                 | Niet gekwalificeerd | Niet gekwalificeerd |
| Jesse Reynolds | 100 m rugslag, S9 (m)                 | 1:04.58             | 6e                  | 1:04.60             | 6e                  |
| Jesse Reynolds | 100 m vlinderslag, S9 (m)             | 1:05.64             | 16e                 | Niet gekwalificeerd | Niet gekwalificeerd |
| Jesse Reynolds | 200 m individuele wisselslag, SM9 (m) | 2:24.89             | 7e                  | 2:25.62             | 7e                  |
|                |                                       |                     |                     |                     |                     |
| Nikita Howarth | 100 m schoolslag, SB7 (v)             | 1:36.05             | 3e                  | 1:36.65             | 4e                  |
| Nikita Howarth | 100 m vlinderslag, S7 (v)             | 0:38.46             | 8e                  | 0:36.92             | 6e                  |
| Tupou Neiufi   | 50 m vrije slag, S8 (v)               | 0:32.47             | 4e                  | 0:31.48             | 5e                  |
| Tupou Neiufi   | 100 m rugslag, S8 (v)                 | Niet van toepassing | Niet van toepassing | 1:16.84             | Goud                |
| Sophie Pascoe  | 100 m vrije slag, S9 (v)              | 1:03.75             | 3e                  | 1:02.37             | Goud                |
| Sophie Pascoe  | 100 m rugslag, S9 (v)                 | 1:11.02             | 3e                  | 1:11.15             | Brons               |
| Sophie Pascoe  | 100 m schoolslag, SB8 (v)             | 1:21.75             | 2e                  | 1:20.32             | Zilver              |
| Sophie Pascoe  | 100 m vlinderslag, S9 (v)             | 1:09.58             | 3e                  | 1:09.31             | 5e                  |
| Sophie Pascoe  | 200 m individuele wisselslag, SM9 (v) | 2:34.55             | 1e                  | 2:32.73             | Goud                |

Afghanistan · 
Algerije · 
Amerikaanse Maagdeneilanden · 
Angola · 
Argentinië · 
Armenië · 
Aruba · 
Australië · 
Azerbeidzjan · 
Bahrein · 
Barbados · 
Belarus · 
België · 
Benin · 
Bermuda · 
Bosnië en Herzegovina · 
Botswana · 
Brazilië · 
Bulgarije · 
Burkina Faso · 
Burundi · 
Cambodja · 
Canada · 
Centraal-Afrikaanse Republiek · 
Chili · 
China · 
Chinees Taipei · 
Colombia · 
Congo-Brazzaville · 
Congo-Kinshasa · 
Costa Rica · 
Cuba · 
Cyprus · 
Denemarken · 
Dominicaanse Republiek · 
Duitsland · 
Ecuador · 
Egypte · 
El Salvador · 
Estland · 
Ethiopië · 
Faeröer · 
Fiji · 
Filipijnen · 
Finland · 
Frankrijk · 
Gabon · 
Gambia · 
Georgië · 
Ghana · 
Griekenland · 
Groot-Brittannië · 
Guatemala · 
Guinee · 
Guinee‑Bissau · 
Haïti · 
Honduras · 
Hongarije · 
Hongkong · 
Ierland · 
IJsland · 
India · 
Indonesië · 
Irak · 
Iran · 
Israël · 
Italië · 
Ivoorkust · 
Jamaica · 
Japan · 
Jordanië · 
Kaapverdië · 
Kameroen · 
Kazachstan · 
Kenia · 
Kirgizië · 
Koeweit · 
Kroatië · 
Laos · 
Lesotho · 
Letland · 
Libanon · 
Liberia · 
Libië · 
Litouwen · 
Luxemburg · 
Madagaskar · 
Maleisië · 
Mali · 
Malta · 
Marokko · 
Mauritius · 
Mexico · 
Moldavië · 
Mongolië · 
Montenegro · 
Mozambique · 
Namibië · 
Nederland · 
Nepal · 
Nicaragua · 
Nieuw-Zeeland · 
Niger · 
Nigeria · 
Noord-Macedonië · 
Noorwegen · 
Oeganda · 
Oekraïne · 
Oezbekistan · 
Oman · 
Oostenrijk · 
Pakistan · 
Palestina · 
Panama · 
Papoea-Nieuw-Guinea · 
Peru · 
Polen · 
Portugal · 
Puerto Rico · 
Qatar · 
Roemenië · 
Russisch Paralympisch Comité ·
Rwanda · 
Saint Vincent en Grenadines · 
Samoa · 
Saoedi-Arabië · 
Sao Tomé en Principe · 
Senegal · 
Servië · 
Seychellen · 
Sierra Leone · 
Singapore · 
Slovenië · 
Slowakije · 
Somalië · 
Spanje · 
Sri Lanka · 
Syrië · 
Tadzjikistan · 
Tanzania · 
Thailand · 
Togo · 
Tonga · 
Trinidad en Tobago · 
Tsjechië · 
Tunesië · 
Turkije · 
Turkmenistan · 
Uruguay · 
Venezuela · 
Verenigde Arabische Emiraten · 
Verenigde Staten · 
Vietnam · 
Zimbabwe · 
Zuid-Afrika · 
Zuid-Korea · 
Zweden · 
Zwitserland
Paralympisch Vluchtelingen Team